# Tr21
Tr21 – pierwszy produkowany w Polsce parowóz, opracowany przez zespół polskich inżynierów przy współpracy z Biurem Konstrukcyjnym Fabryki Lokomotyw StEG w Wiedniu (Staats Eisenbahn Gesellschaft) w 1921. Pierwszych 36 zbudowano w StEG. W latach 1922–1925 Fabryka Lokomotyw w Chrzanowie (Fablok) wyprodukowała 72 szt., a 40 szt. powstało w belgijskich zakładach Cockerill.
Do celów muzealnych zachowano tylko jeden parowóz tego typu. Lokomotywa Tr21-53 (przedwojenna Tr21-84) powstała w Haine-Saint-Pierre w roku 1924. Obecnie jest eksponatem w skansenie w Karsznicach, jako depozyt Stacji Muzeum.

## Historia
- lata budowy 1922-1925
- liczba wyprodukowanych parowozów 148 szt.
- liczba w PKP do drugiej wojny światowej 148 szt.
- liczba w PKP po drugiej wojnie światowej 100 szt.
- seria eksploatowana w PKP do roku 1974
- zachowane parowozy: Tr21-53 ex. 56 4025, PKP-A Tr21-84, Haine St.P. 1394/1924, Karsznice, eksponat.

## Dane techniczne
- Układ osi – 1-4-0 oOOOO
- Największa dopuszczalna prędkość konstrukcyjna 60 km/h
- Moc 492/670 kW/KM
- Siła pociągowa 180 kN
- Średnica cylindrów 615 mm
- Skok tłoka 660 mm
- Średnica kół napędnych 1350 mm
- Średnica koła potocznego 1000 mm
- Sztywny rozstęp osi 3060 mm
- Rozstęp skrajnych osi 7620 mm
- Nadciśnienie 13 at
- Powierzchnia rusztu 4,12 m²
- Wymiary rusztu 
  - Długość 2,528 m
  - Szerokość 1,630 m
- Powierzchnia ogrzewalna skrzyni ogniowej 15,70 m²
- Zawartość wody w kotle ~6,60 m³
- Przestrzeń parowa kotła 2,57 m³
- Masa kotła z urządzeniami i osprzętem ~25400 kg
- Powierzchnia przegrzewacza 58,8 m²
- Powierzchnia ogrzewalna kotła z przegrzewaczem 266,7 m²
- Masa parowozu w stanie próżnym 72,5 t
- Masa parowozu w stanie roboczym 80,0 t
- Nacisk osi potocznej 12,0 t
- Nacisk osi napędnych 17,0 t (14,5 t)
- Długość parowozu 11790 mm
- Długość parowozu z tendrem (22D23 PKP) 18216 mm
- Siła pociągowa (0,75 p) 18000 kg
- Największa szybkość 60 km/h
- Tender 16C11 PKP
  - Tender trzyosiowy. Konstrukcja austriacka.
  - Średnica kół 1040 mm
  - Zapas wody 16,0 m³
  - Zapas węgla 8,5 m³ (6,8 t)
  - Nacisk osi 13 t
  - Masa tendra w stanie roboczym 39 t
  - Masa tendra w stanie próżnym 17 t
- Tender 22D23 PKP
  - Tender czteroosiowy. Konstrukcja polska, opracowana w 1923 roku.
  - Średnica kół 1000 mm
  - Zapas wody 21,5 m³
  - Zapas węgla 12,5 m³ (10 t)
  - Nacisk osi 13,5 t
  - Masa tendra w stanie roboczym 54,0 t
  - Masa tendra w stanie próżnym 22,5 t

## Niektóre właściwości trakcyjne
Jak to zwykle bywa w wypadku parowozów normalnotorowych maksymalna siła pociągowa maszyny jest ograniczona jej przyczepnością. Tak też jest i w przypadku Tr21. Podana w tekście powyżej siła pociągowa nie mogła być praktycznie wykorzystywana, gdyż siła pociągowa przyczepna Tr21 wynosi 157 kN czyli 16 000 kG. Przy zastosowaniu węgla o lepszej jakości parowóz po torze poziomym mógł ciągnąć składy towarowe ładowne o masie 635 ton z prędkością 65 km/h lub 1200 T - 50 km/h.